# Улзытэ (Кижингинский район)
Улзы́тэ (бур. Υлзытэ — «счастливый, -ая, -ое») — улус в Кижингинском районе Бурятии. Административный центр сельского поселения «Среднекодунский сомон».

## География
Расположен в 22 км к северо-востоку от районного центра, села Кижинга, по южной стороне автодороги местного значения Кижинга — Хуртэй, на правом борте долины реки Худан (Кодун), в 4,5 км севернее основного русла.  

## Население
| 2002 | 2010 |
| ---- | ---- |
| 306  | ↗316 |

## Известные люди
- Ширапов, Дашадондок Шагдарович― российский учёный, доктор физико-математических наук, профессор, академик Российской Академии Естествознания[3].